# Embadium stagnense
Embadium stagnense là loài thực vật có hoa trong họ Mồ hôi. Loài này được J.M.Black mô tả khoa học đầu tiên năm 1931.